# Спутник-10
Спутник 10 (още „Кораб-спътник 5“, Восток-3КА № 2) е съветски изкуствен спътник част от програма Спутник и пети последен тестов полет за космическия кораб Восток, който ще бъде използван за първия пилотиран полет.

## Екипаж
На борда на кораба се намирали:
- кучето Звездочка;
- манекен (наречен „Иван Иванович“).

## Полет
Корабът стартира в 05:54:00 UTC на 25 март 1961 г. с помощта на ракета-носител Восток-K от площадка 1 на космодрума Байконур и излиза успешно на ниска околоземна орбита. Предвидено е космическия апарат да направи само една обиколка около Земята с продължителност около 105 минути, така че той се подготвя за спускане малко след излизането си в космоса при първото си преминаване над Съветския съюз. Приземява се в 07:40 UTC напълно успешно. По време на спускането, манекенът е катапултиран от космическия кораб, съгласно плана за полета, и отделно се спуска със собствен парашут. Това по същество е повторение на предходната мисия Спутник 9.
Следващата мисия е планирано да е пилотирана с напълно идентичен космически кораб (Восток 3КА-3). Основната разлика между двата е, липсата на система за самоунищожение, с която са оборудвани всички безпилотни апарати в случай на приземяване на чужда територия.